# Ömie jezik
Ömie jezik (aomie, upper managalasi; ISO 639-3: aom), jedan od četiri barai jezika šire jugoistočne papuanske skupine, kojim govori 800 ljudi (1993 SIL) u provinciji Oro u Papui Novoj Gvineji.
Postoji pet dijalekata: asapa, zuwadza, gora-bomahouji, ihuaje i juvaje. Neki govornici služe se i jezicima Hiri Motu [hmo] ili Engleskim [eng].

## Vanjske poveznice
- Ethnologue (14th)
- Ethnologue (15th)